# Denshi Sentai Denziman
Denshi Sentai Denziman (電子戦隊デンジマン (Điện tử Chiến đội Denziman) Denji Sentāi Denjiman) dịch là Chiến đội Điện tử Denziman là series thứ tư của Tokusatsu nổi tiếng vào năm 1980. Là series Super Sentai nói về chủ đề điện tử. Phim chiếu sau khi Battle Fever J kết thúc. Phát sóng 2/2/1980 - 31/1/1981.

## Nội dung
Câu chuyện bắt đầu từ 3000 năm trước đây, Gia tộc Vader tàn phá Denzi Star. Xứ Denzi (Denzi Land), một hòn đảo từ Denzi Star, hạ cánh trên Trái Đất. Trong thời hiện đại, máy tính của Xứ Denzi thức dậy Denzidog IC khi nó phát hiện Gia tộc Vader tiếp cận Trái Đất. IC đã tìm thấy 5 thanh niên (người có thể hoặc không thể là con cháu của những người Denzi) để trở thành Denziman để bảo vệ Trái Đất, mục tiêu tiếp theo của Gia tộc Vader. Các Denziman bắt đầu một chuỗi thành công lâu dài với sự thất bại của Quái Vật Vader số 00, Flying Squirreler.

## Nhân vật

### Denshi Sentai Denziman
- Akagi Ippei (赤城 一平 (Xích Thành Nhất Bình) Akagi Ippei?) - Denji Red (デンジレッド Denji Reddo?)
- Oume Daigoro (青梅 大五郎 (Thanh Mai Đại Ngũ Lang) Ōme Daigorō?) - Denzi Blue (デンジブルー Denji Burū?)
- Kiyama Jun (黄山 純 (Hoàng Sơn Thuần) Kiyama Jun?) - Denzi Yellow (デンジイエロー Denji Ierō?)
- Midorikawa Tatsuya (緑川 達也 (Lục Xuyên Đạt Dã) Midorikawa Tatsuya?) - Denzi Green (デンジグリーン Denji Gurīn?)
- Momoi Akira (桃井 あきら (Đào Tĩnh Minh) Momoi Akira?) - Denzi Pink (デンジピンク Denji Pinku?)

### Gia tộc Vader
- Nữ hoàng Hedrian (ヘドリアン女王 Hedorian Joō?)
- Đại tướng Hedrer (ヘドラー将軍 Hedorā Shōgun?)
- Keller và Mirror (ケラー&ミラー Kerā to Mirā?)
- Quỷ Vương Banriki (バンリキ魔王 Banriki Maō?) (37-51)
- Banriki Monster (バンリキモンスター Bankiri Monsuta?)
- Dustlers (ダストラー Dasutorā?) (49-51)

### Quái Vật Vader
- Musasabilar (1)
- Shabonlar (2)
- Chikagerilar (3)
- Rupankamelar (4)
- Tsutakazular (5)
- Higekitakolar (6)
- Umitsular (7)
- Firumular (8)
- Denwalar (9)
- Hambular (10)
- Tayajigolar (11)
- Balar (12)
- Adobaloolar (13)
- Jukular (14)
- Panchirolar (15)
- Samelar (16)
- Deadbolar (17)
- Kaigalar (18)
- Gamalar (19)
- Hachidokular (20)
- Rosokular (21)
- Taimular (22)
- Kokelar (23)
- Hamigakilar (24)
- Angolar (Movie)
- Medamalar (25)
- Rekolar (26)
- Kilar (27)
- Nazolar (28)
- Sabimushilar (29)
- Chōchinlar (30)
- Mimilar (31)
- Datolar (32)
- Saxophonelar (33)
- Shunsuke Furukawa/Bidamalar (34)
- Dokugalar (35)
- Noranekolar (36)
- Kamakilar (38)
- Akumalar (39)
- Pikarilar (40)
- Jishinlar (41)
- Ninpolar (42)
- Desumasukular (43)
- Arazinlar (44)
- Onilar (45)
- Torikagolar (46)
- Botolar (47)
- Sakkalar (48)
- Kendamalar (48)
- Karakurilar (48-49)

## Tập phim
1. Đi tàu tốc hành tới Siêu pháo đài
2. Bong bóng xà phòng ăn thịt người
3. Cơn hoảng loạn địa ngục dầu lớn
4. Truy đuổi lâu đài quỷ Vader
5. Hoa độc đỏ bò lên tường
6. Cô gái quỷ giả mạo
7. Bi kịch lớn của hành tinh Denzi
8. Đại Quỷ Vương của Thị trấn Skeleton
9. Chiếc điện thoại kỳ lạ gọi đến cái chết
10. Tình yêu nấu ăn thần kỳ!?
11. Đuổi theo kẻ đánh cắp sự sống
12. Điệp viên nhí nguy hiểm
13. Những trái bong bóng cầu vồng
14. Đến với Trường luyện thi 100 điểm
15. Lời mời tới Khu vườn Ác ma
16. Đập tan âm mưu Atami
17. Đừng khóc! Người mới chơi bóng chày
18. Nankai nở hoa lãng mạn
19. Hoàng tử của những vì sao
20. Cuộc bạo loạn vĩ đại của cậu bé Gorilla
21. Tấn công phe Tử thần!
22. Siêu thời gian, trải nghiệm kỳ lạ
23. Con quỷ đi trên trần nhà
24. Siêu nhân mắc bẫy
25. Hang Cọp Có Kẻ Phá Hoại
26. Giai điệu không gian của công chúa Denzi
27. Bom bọ cánh cứng tê giác đỏ
28. Tên đồ tể bí mật của ngôi nhà bị nguyền rủa
29. Cuộc đột kích của thám tử ESPer
30. Mất tích, bị đánh cắp, biến mất
31. Trận chiến bí thuật của pháp sư
32. Trận chiến bắn súng vĩ đại ở địa ngục
33. Bài học về dụng cụ hút máu
34. Câu chuyện về đứa trẻ mồ côi buồn
35. Công chúa thợ dệt khó hiểu
36. Bài thơ về chú chó dũng cảm
37. Quỷ vương vũ phu Banriki
38. Cuộc phiêu lưu vĩ đại ở Makuu vô tận
39. Nghệ thuật xuất hiện giận dữ của Nữ hoàng
40. Kẻ thù của nhà vô địch
41. Cuộc đại chiến tổng lực lớn nhất lịch sử